# Kalle Tuppurainen
Kalle Tuppurainen, född 28 november 1904 i Maaninka i Kuopio län, död 1 januari 1954 i Lapinlax i Kuopio län, var en finländsk utövare av nordisk kombination som tävlade under 1920-talet. Han ingick i laget som kom på andra plats i uppvisningsgrenen militärpatrull i Sankt Moritz 1928.